# Twizzlers
Twizzlers ist eine von der Hershey Company hergestellte lakritzartige Süßigkeit, die seit 1845 in verschiedenen Sorten  produziert wird. Beliebt sind die Sorten Erdbeere, Rainbow, Wassermelone, Orange, Zitrone, Traube und Brombeere.

## Geschichte
Die National Licorice Company, einer der ältesten Süßwarenhersteller in den Vereinigten Staaten, führte 1929 die Marke Twizzler ein. Das Unternehmen änderte seinen Namen 1968 in Y&S Candies Inc. und wurde 1977 von der Hershey Company erworben.

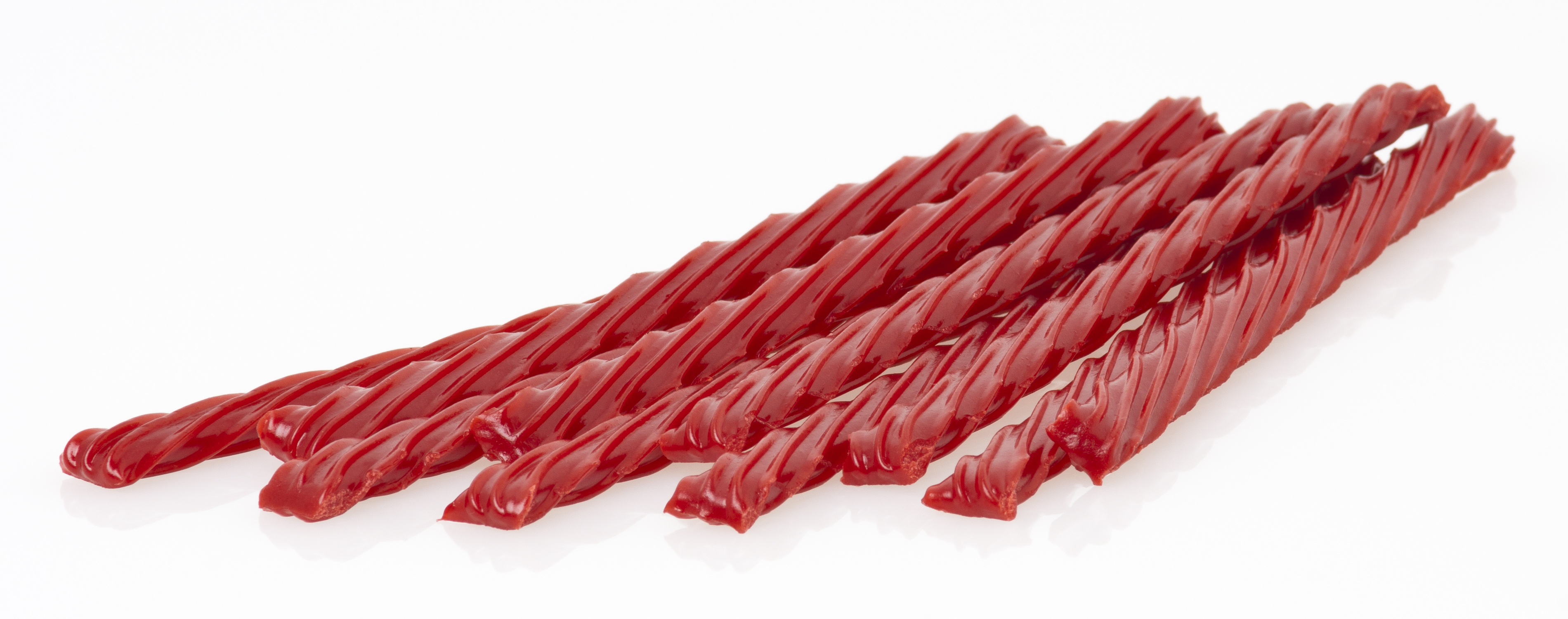
Twizzlers (Erdbeere)

Seit 1999 werden Twizzlers auch in Memphis, Tennessee produziert, wo auch andere Bonbons und Kaugummis hergestellt werden. Vor 1999 wurden diese vor allem in Farmington, New Mexico hergestellt, was allerdings hohe Transportkosten verursachte.

## Sorten

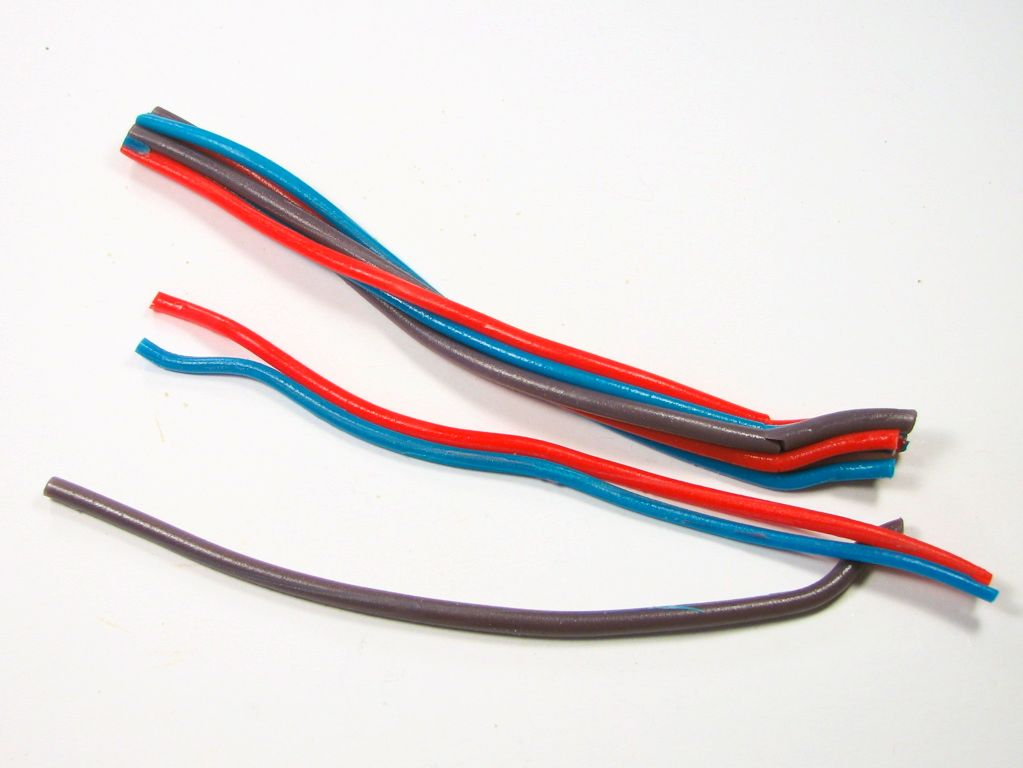
Twizzlers Twisted Berry Flavour

Der originale Geschmack ist seit 1845 Lakritz. In den späten 1970er Jahren begann das Unternehmen, mit verschiedenen Sorten zu experimentieren. Dabei entstanden neue Geschmacksrichtungen wie Erdbeere, Kirsche, Wassermelone und Schokolade in verschiedenen Farben, Formen und Größen. In den 2000er Jahren folgten viele weitere Produktvariationen wie beispielsweise Pull ‘n’ Peel, Twerpz, Strawz und weitere Geschmacksrichtungen. Die beliebteste Twizzler-Sorte ist Erdbeere.
Alle Twizzler-Produkte werden koscher hergestellt und sind vegan. Sie enthalten keine Tiergelatine oder andere tierischen Inhaltsstoffe. 

## Trivia
2017 versuchte man, den viralen Trend der Ice Bucket Challenge zu kopieren und initiierte eine ähnliche Initiative um auf Autismus aufmerksam zu machen.